# Список серій мультсеріалу «Ніндзяґо: Майстри Спінджицу»
«Ніндзяґо: Майстри Спінджицу» (англ. «Ninjago: Masters of Spinjitzu») — канадсько-данський дитячий анімаційний серіал, заснований на однойменній серії іграшок. Мультсеріал розпочався 14 січня 2011 року на телеканалі «Cartoon Network», налічує 16 сезонів, які складають загалом 211 серій. Різним сезонам відповідають різні набори конструкторів Lego. Сюжет оповідає про пригоди 6 ніндзя, що володіють бойовим мистецтвом Спінджицу і захищають свій світ Ніндзяґо від зла. Стиль серіалу відтворює стиль конструкторів Lego, показуючи світ і персонажів як ожилі пластмасові іграшки.

## Епізоди

### Перший сезон: Повстання змій (2011―2012)
| Номер | Оригінальна назва                | Переклад від студії «Le Doyen»           | Автор(и) сценарію   | Дата показу у США | Дата показу в Україні |
| ----- | -------------------------------- | ---------------------------------------- | ------------------- | ----------------- | --------------------- |
| 1     | «Rise of the Snakes»             | «Повстання змій»                         | Ден і Кевін Гаґемен | 2 грудня 2011     | 30 березня 2015       |
| 2     | «Home»                           | «Дім»                                    | Ден і Кевін Гаґемен | 2 грудня 2011     | 31 березня 2015       |
| 3     | «Snakebit»                       | «Укус змії»                              | Ден і Кевін Гаґемен | 25 січня 2012     | 1 квітня 2015         |
| 4     | «Never Trust a Snake»            | «Ніколи не довіряй зміям»                | Ден і Кевін Гаґемен | 1 лютого 2012     | 2 квітня 2015         |
| 5     | «Can of Worms»                   | «Велика проблема»                        | Ден і Кевін Гаґемен | 8 лютого 2012     | 3 квітня 2015         |
| 6     | «The Snake King»                 | «Король змій»                            | Ден і Кевін Гаґемен | 15 лютого 2012    | 6 квітня 2015         |
| 7     | «Tick Tock»                      | «Тік-Так»                                | Ден і Кевін Гаґемен | 22 лютого 2012    | 7 квітня 2015         |
| 8     | «Once Bitten, Twice Shy»         | «Один раз вкушений, двічі присоромлений» | Ден і Кевін Гаґемен | 7 березня 2012    | 8 квітня 2015         |
| 9     | «The Royal Blacksmiths»          | «Ковалі Талантів»                        | Ден і Кевін Гаґемен | 14 березня 2012   | 9 квітня 2015         |
| 10    | «The Green Ninja»                | «Зелений Ніндзя»                         | Ден і Кевін Гаґемен | 21 березня 2012   | 10 квітня 2015        |
| 11    | «All of Nothing»                 | «Все з нічого»                           | Ден і Кевін Гаґемен | 28 березня 2012   | 13 квітня 2015        |
| 12    | «The Rise of the Great Devourer» | «Відродження Великого Пожирача»          | Ден і Кевін Гаґемен | 4 квітня 2012     | 14 квітня 2015        |
| 13    | «Day of the Great Devourer»      | «День Великого Пожирача»                 | Ден і Кевін Гаґемен | 11 квітня 2012    | 15 квітня 2015        |

### Другий сезон: Спадщина Зеленого ніндзя (2012)
| Номер | Оригінальна назва              | Переклад від студії «Le Doyen»  | Автор(и) сценарію                 | Дата показу у США | Дата показу в Україні |
| ----- | ------------------------------ | ------------------------------- | --------------------------------- | ----------------- | --------------------- |
| 14    | «Darkness Shall Rise»          | «І з'явиться темрява»           | Ден і Кевін Гаґемен               | 18 липня 2012     | 16 квітня 2015        |
| 15    | «Pirates vs. Ninja»            | «Пірати проти Ніндзя»           | Ден і Кевін Гаґемен               | 25 липня 2012     | 17 квітня 2015        |
| 16    | «Double Trouble»               | «Величезна халепа»              | Ден і Кевін Гаґемен, Джоель Томас | 1 серпня 2012     | 20 квітня 2015        |
| 17    | «Ninjaball Run»                | «Перегони „Ніндзябол“»          | Ден і Кевін Гаґемен, Джоель Томас | 8 серпня 2012     | 21 квітня 2015        |
| 18    | «Child's Play»                 | «Дитячі забавки»                | Ден і Кевін Гаґемен               | 15 серпня 2012    | 22 квітня 2015        |
| 19    | «Wrong Place, Wrong Time»      | «Не в тому місці, не в той час» | Ден і Кевін Гаґемен               | 22 серпня 2012    | 23 квітня 2015        |
| 20    | «The Stone Army»               | «Кам'яна армія»                 | Ден і Кевін Гаґемен               | 3 жовтня 2012     | 24 квітня 2015        |
| 21    | «The Day Ninjago Stood Still»  | «День, коли Ніндзяґо завмерло»  | Ден і Кевін Гаґемен, Джоель Томас | 10 жовтня 2012    | 27 квітня 2015        |
| 22    | «The Last Voyage»              | «Остання подорож»               | Ден і Кевін Гаґемен, Джоель Томас | 17 жовтня 2012    | 28 квітня 2015        |
| 23    | «Island of Darkness»           | «Острів Темряви»                | Ден і Кевін Гаґемен               | 24 жовтня 2012    | 29 квітня 2015        |
| 24    | «The Last Hope»                | «Остання надія»                 | Ден і Кевін Гаґемен, Джоель Томас | 7 листопада 2012  | 30 квітня 2015        |
| 25    | «Return of the Overlord»       | «Повернення Володаря»           | Ден і Кевін Гаґемен               | 14 листопада 2012 | 1 травня 2015         |
| 26    | «Rise of the Spinjitzu Master» | «Повстання Майстра Спінджицу»   | Ден і Кевін Гаґемен               | 21 листопада 2012 | 4 травня 2015         |

### Третій сезон: Перезавантаження (2014)
| Номер | Оригінальна назва                | Переклад від студії «Le Doyen» | Автор(и) сценарію   | Дата показу у США | Дата показу в Україні |
| ----- | -------------------------------- | ------------------------------ | ------------------- | ----------------- | --------------------- |
| 27    | «The Surge»                      | «Нова Хвиля»                   | Ден і Кевін Гаґемен | 29 січня 2014     | 5 травня 2015         |
| 28    | «The Art of the Silent Fist»     | «Мистецтво Тихого Кулака»      | Ден і Кевін Гаґемен | 29 січня 2014     | 6 травня 2015         |
| 29    | «Black Out»                      | «Затемнення»                   | Ден і Кевін Гаґемен | 16 квітня 2014    | 7 травня 2015         |
| 30    | «The Curse of the Golden Master» | «Прокляття Золотого Майстра»   | Ден і Кевін Гаґемен | 16 квітня 2014    | 8 травня 2015         |
| 31    | «Enter the Digiverse»            | «Вхід у Цифросвіт»             | Ден і Кевін Гаґемен | 13 липня 2014     | 11 травня 2015        |
| 32    | «Codename: Arcturus»             | «Кодове ім'я: Арктурус»        | Ден і Кевін Гаґемен | 13 липня 2014     | 12 травня 2015        |
| 33    | «The Void»                       | «Порожнеча»                    | Ден і Кевін Гаґемен | 26 листопада 2014 | 13 травня 2015        |
| 34    | «The Titanium Ninja»             | «Титановий Ніндзя»             | Ден і Кевін Гаґемен | 26 листопада 2014 | 14 травня 2015        |

### Четвертий сезон: Турнір Стихій (2015)
| Номер | Оригінальна назва          | Переклад від студії «Le Doyen» | Автор(и) сценарію   | Дата показу у США | Дата показу в Україні |
| ----- | -------------------------- | ------------------------------ | ------------------- | ----------------- | --------------------- |
| 35    | «The Invitation»           | «Запрошення»                   | Ден і Кевін Гаґемен | 24 лютого 2015    | 15 травня 2015        |
| 36    | «Only One Can Remain»      | «Залишиться Тільки Один»       | Ден і Кевін Гаґемен | 2 березня 2015    | 18 травня 2015        |
| 37    | «Versus»                   | «Суперники»                    | Ден і Кевін Гаґемен | 9 березня 2015    | 19 травня 2015        |
| 38    | «Ninja Roll»               | «Перегони Ніндзя»              | Ден і Кевін Гаґемен | 16 березня 2015   | 20 травня 2015        |
| 39    | «Spy For a Spy»            | «Шпигувати за Шпигуном»        | Ден і Кевін Гаґемен | 23 березня 2015   | 21 травня 2015        |
| 40    | «Spellbound»               | «Зачаровані»                   | Ден і Кевін Гаґемен | 30 березня 2015   | 22 травня 2015        |
| 41    | «The Forgotten Element»    | «Забута Стихія»                | Ден і Кевін Гаґемен | 31 березня 2015   | 25 травня 2015        |
| 42    | «The Day of the Dragon»    | «День Дракона»                 | Ден і Кевін Гаґемен | 1 квітня 2015     | 26 травня 2015        |
| 43    | «The Greatest Fear of All» | «Найбільший у світі страх»     | Ден і Кевін Гаґемен | 2 квітня 2015     | 27 травня 2015        |
| 44    | «The Corridor of Elders»   | «Коридор Старійшин»            | Ден і Кевін Гаґемен | 3 квітня 2015     | 28 травня 2015        |

### П'ятий сезон: Одержимість (2015)
| Номер | Оригінальна назва            | Переклад від студії «Le Doyen» | Автор(и) сценарію   | Дата показу у США | Дата показу в Україні |
| ----- | ---------------------------- | ------------------------------ | ------------------- | ----------------- | --------------------- |
| 45    | «Winds of Change»            | «Вітер Змін»                   | Ден і Кевін Гаґемен | 29 червня 2015    | 16 жовтня 2015        |
| 46    | «Ghost Story»                | «Казка про Привидів»           | Ден і Кевін Гаґемен | 30 червня 2015    | 19 жовтня 2015        |
| 47    | «Stix and Stones»            | «Пригоди у Стіксі»             | Ден і Кевін Гаґемен | 1 липня 2015      | 20 жовтня 2015        |
| 48    | «The Temple on Haunted Hill» | «Храм з Привидами»             | Ден і Кевін Гаґемен | 2 липня 2015      | 21 жовтня 2015        |
| 49    | «Peak-a-Boo»                 | «Хованки»                      | Ден і Кевін Гаґемен | 3 липня 2015      | 22 жовтня 2015        |
| 50    | «Kingdom Come»               | «Прийде Царство»               | Ден і Кевін Гаґемен | 6 липня 2015      | 23 жовтня 2015        |
| 51    | «The Crooked Path»           | «Звивистий шлях»               | Ден і Кевін Гаґемен | 7 липня 2015      | 26 жовтня 2015        |
| 52    | «Grave Danger»               | «Смертельна небезпека»         | Ден і Кевін Гаґемен | 8 липня 2015      | 27 жовтня 2015        |
| 53    | «Curse World. Part 1»        | «Проклятий Світ. Частина 1»    | Ден і Кевін Гаґемен | 9 липня 2015      | 28 жовтня 2015        |
| 54    | «Curse World. Part 2»        | «Проклятий Світ. Частина 2»    | Ден і Кевін Гаґемен | 10 липня 2015     | 29 жовтня 2015        |

### Шостий сезон: Небесні кордони (2016)
Шостий сезон показали в Україні раніше, ніж у США.
| Номер | Оригінальна назва         | Переклад від студії «1+1» | Автор(и) сценарію   | Дата показу у США | Дата показу в Україні |
| ----- | ------------------------- | ------------------------- | ------------------- | ----------------- | --------------------- |
| 55    | «Infamous»                | «Безславні»               | Ден і Кевін Гаґемен | 24 березня 2016   | 7 червня 2016         |
| 56    | «Public Enemy Number One» | «Ворог Народу номер Один» | Ден і Кевін Гаґемен | 16 червня 2016    | 8 червня 2016         |
| 57    | «Enkrypted»               | «Ув'язнені»               | Ден і Кевін Гаґемен | 23 червня 2016    | 9 червня 2016         |
| 58    | «Misfortune Rising»       | «Нещастя повертається»    | Ден і Кевін Гаґемен | 30 червня 2016    | 10 червня 2016        |
| 59    | «On a Wish and a Prayer»  | «З Доброї Волі»           | Ден і Кевін Гаґемен | 11 липня 2016     | 13 червня 2016        |
| 60    | «My Dinner with Nadakhan» | «Мій обід з Надакханом»   | Ден і Кевін Гаґемен | 12 липня 2016     | 14 червня 2016        |
| 61    | «Wishmasters»             | «Майстри Бажань»          | Ден і Кевін Гаґемен | 13 липня 2016     | 15 червня 2016        |
| 62    | «The Last Resort»         | «Останній порятунок»      | Ден і Кевін Гаґемен | 14 липня 2016     | 16 червня 2016        |
| 63    | «Operation Land Ho!»      | «Операція „Стоп-Земля“»   | Ден і Кевін Гаґемен | 15 липня 2016     | 17 червня 2016        |
| 64    | «The Way Back»            | «Повернення»              | Ден і Кевін Гаґемен | 15 липня 2016     | 20 червня 2016        |

### Спеціальна серія: День Спочилих (2016)
| Номер | Оригінальна назва     | Переклад від студії «1+1» | Автор(и) сценарію | Дата показу у США | Дата показу в Україні                                 |
| ----- | --------------------- | ------------------------- | ----------------- | ----------------- | ----------------------------------------------------- |
| 1     | «Day of the Departed» | «День Спочилих»           | Девід Шейн        | 29 жовтня 2016    | 16 грудня 2016 (1 частина) 17 грудня 2016 (2 частина) |

### Сьомий сезон: Руки часу (2017)
Кінець сьомого сезону показали в Україні раніше ніж у США.
| Номер | Оригінальна назва                          | Переклад від студії «1+1» | Автор(и) сценарію | Дата показу у США | Дата показу в Україні |
| ----- | ------------------------------------------ | ------------------------- | ----------------- | ----------------- | --------------------- |
| 65    | «The Hands of Time»                        | «Руки часу»               | Девід Шейн        | 15 травня 2017    | 15 травня 2017        |
| 66    | «The Hatching»                             | «Броня»                   | Девід Шейн        | 16 травня 2017    | 16 травня 2017        |
| 67    | «A Time of Traitors»                       | «Час зрадників»           | Джон Бенке        | 17 травня 2017    | 17 травня 2017        |
| 68    | «Scavengers»                               | «Крадії металу»           | Джек Томас        | 18 травня 2017    | 18 травня 2017        |
| 69    | «A Line in the Sand»                       | «Лінія на Піску»          | Адам Бічен        | 19 травня 2017    | 19 травня 2017        |
| 70    | «The Attack»                               | «Атака»                   | Раян Левін        | 22 травня 2017    | 20 травня 2017        |
| 71    | «Secrets Discovered»                       | «Розкриття Таємниць»      | Джек Томас        | 23 травня 2017    | 21 травня 2017        |
| 72    | «Pause and Effect»                         | «Пауза і Ефект»           | Джон Бенке        | 24 травня 2017    | 22 травня 2017        |
| 73    | «Out of the Fire and into the Boiling Sea» | «З вогню в Кипляче море»  | Девід Шейн        | 25 травня 2017    | 23 травня 2017        |
| 74    | «Lost in Time»                             | «Загублені в часі»        | Девід Шейн        | 26 травня 2017    | 24 травня 2017        |

### Восьмий сезон: Сини Ґармадона (2018)
Восьмий сезон показали в Україні раніше, ніж у США. Це перший сезон, в якому стиль фігурок взято з «Lego Фільму: Ніндзяго».
| Номер | Оригінальна назва             | Переклад від студії «1+1»             | Автор(и) сценарію               | Дата показу у США | Дата показу в Україні |
| ----- | ----------------------------- | ------------------------------------- | ------------------------------- | ----------------- | --------------------- |
| 75    | «The Mask of Deception»       | «Маска Обману»                        | Брагі Скут, Ден і Кевін Гаґемен | 16 квітня 2018    | 14 квітня 2018        |
| 76    | «The Jade Princess»           | «Принцеса Нечупара»                   | Брагі Скут, Ден і Кевін Гаґемен | 23 квітня 2018    | 15 квітня 2018        |
| 77    | «The Oni and the Dragon»      | «Оні та Дракон»                       | Брагі Скут, Ден і Кевін Гаґемен | 30 квітня 2018    | 16 квітня 2018        |
| 78    | «Snake Jaguar»                | «Змія-Ягуар»                          | Ден і Кевін Гаґемен             | 7 травня 2018     | 17 квітня 2018        |
| 79    | «Dead Man's Squall»           | «Крик мерця»                          | Брагі Скут                      | 14 травня 2018    | 18 квітня 2018        |
| 80    | «The Quiet One»               | «Кваєт Ван»                           | Брагі Скут                      | 21 травня 2018    | 19 квітня 2018        |
| 81    | «Game of Masks»               | «Гра Масок»                           | Ден і Кевін Гаґемен             | 22 травня 2018    | 20 квітня 2018        |
| 82    | «Dread On Arrival»            | «Жах наступає»                        | Брагі Скут, Ден і Кевін Гаґемен | 23 травня 2018    | 21 квітня 2018        |
| 83    | «True Potential»              | «Справжній потенціал»                 | Брагі Скут, Ден і Кевін Гаґемен | 24 травня 2018    | 22 квітня 2018        |
| 84    | «Big Trouble, Little Ninjago» | «Велика проблема, маленький Ніндзяґо» | Ден і Кевін Гаґемен             | 25 травня 2018    | 23 квітня 2018        |

### Дев'ятий сезон: У розшуку (2018)
| Номер | Оригінальна назва       | Переклад від студії «1+1» | Автор(и) сценарію   | Дата показу у США | Дата показу в Україні |
| ----- | ----------------------- | ------------------------- | ------------------- | ----------------- | --------------------- |
| 85    | «Firstbourne»           | «Первісток»               | Ден і Кевін Гаґемен | 11 серпня 2018    | 1 вересня 2018        |
| 86    | «Iron and Stone»        | «Залізо та камінь»        | Брагі Скут          | 11 серпня 2018    | 2 вересня 2018        |
| 87    | «Radio Free Ninjago»    | «Ніндзяґо без радіо»      | Ден і Кевін Гаґемен | 11 серпня 2018    | 3 вересня 2018        |
| 88    | «How to Build a Dragon» | «Як збудувати Дракона»    | Брагі Скут          | 11 серпня 2018    | 4 вересня 2018        |
| 89    | «The Gilded Path»       | «Позолочений шлях»        | Брагі Скут          | 18 серпня 2018    | 5 вересня 2018        |
| 90    | «Two Lies, One Truth»   | «Дві брехні, одна правда» | Ден і Кевін Гаґемен | 18 серпня 2018    | 6 вересня 2018        |
| 91    | «The Weakest Link»      | «Найслабший зв'язок»      | Ден і Кевін Гаґемен | 18 серпня 2018    | 7 вересня 2018        |
| 92    | «Saving Faith»          | «Порятунок Віри»          | Ден і Кевін Гаґемен | 25 серпня 2018    | 8 вересня 2018        |
| 93    | «Lessons for a Master»  | «Уроки для Майстра»       | Брагі Скут          | 25 серпня 2018    | 9 вересня 2018        |
| 94    | «Green Destiny»         | «Зелена доля»             | Ден і Кевін Гаґемен | 25 серпня 2018    | 10 вересня 2018       |

### Десятий сезон: Навала Оні (2019)
| Номер | Оригінальна назва    | Переклад від студії «1+1» | Автор(и) сценарію | Дата показу у США | Дата показу в Україні |
| ----- | -------------------- | ------------------------- | ----------------- | ----------------- | --------------------- |
| 95    | «The Darkness Comes» | «Пітьма наближається»     | Брагі Скут        | 19 квітня 2019    | 18 травня 2019        |
| 96    | «Into the Breach»    | «Напролом»                | Брагі Скут        | 19 квітня 2019    | 19 травня 2019        |
| 97    | «The Fall»           | «Поразка»                 | Брагі Скут        | 19 квітня 2019    | 25 травня 2019        |
| 98    | «Endings»            | «Навала Оні. Кінець»      | Брагі Скут        | 19 квітня 2019    | 26 травня 2019        |

### Одинадцятий сезон: Таємниці Заборонених Спінджицу. Частина перша: Вогонь (2019)
Перші 8 серій 11-го сезону показали в Україні раніше, ніж в інших країнах.
| Номер | Оригінальна назва                    | Переклад від студії «1+1» | Автор(и) сценарію      | Дата показу у США | Дата показу в Україні |
| ----- | ------------------------------------ | ------------------------- | ---------------------- | ----------------- | --------------------- |
| 99    | «Wasted True Potential»              | «Втрачена сила»           | Брагі Скут             | 22 червня 2019    | 1 червня 2019         |
| 100   | «Questing For Quest»                 | «У пошуках Завдання»      | Брагі Скут             | 22 червня 2019    | 1 червня 2019         |
| 101   | «A Rocky Start»                      | «Тернистий початок»       | Брагі Скут             | 29 червня 2019    | 2 червня 2019         |
| 102   | «The Belly of The Beast»             | «У череві Звіра»          | Брагі Скут             | 29 червня 2019    | 2 червня 2019         |
| 103   | «Boobytraps and How to Survive Them» | «Як вибратися з пастки»   | Брагі Скут             | 6 липня 2019      | 8 червня 2019         |
| 104   | «The News Never Sleeps»              | «Новини не сплять»        | Брагі Скут             | 6 липня 2019      | 8 червня 2019         |
| 105   | «Ninja vs. Lava»                     | «Ніндзя проти Лави»       | Кевін Берк і Кріс Ваєт | 13 липня 2019     | 9 червня 2019         |
| 106   | «Snaketastrophy»                     | «Зміїна навала»           | Кевін Берк і Кріс Ваєт | 13 липня 2019     | 9 червня 2019         |
| 107   | «Powerless»                          | «Безсилі»                 | Кевін Берк і Кріс Ваєт | 20 липня 2019     | 8 лютого 2020         |
| 108   | «Ancient History»                    | «Прадавня історія»        | Брагі Скут             | 20 липня 2019     | 9 лютого 2020         |
| 109   | «Never Trust a Human»                | «Ніколи не довіряй людям» | Брагі Скут             | 27 липня 2019     | 10 лютого 2020        |
| 110   | «Under Siege»                        | «В облозі»                | Кевін Берк і Кріс Ваєт | 27 липня 2019     | 11 лютого 2020        |
| 111   | «The Explorer's Club»                | «Клуб дослідників»        | Кевін Берк і Кріс Ваєт | 3 серпня 2019     | 12 лютого 2020        |
| 112   | «Vengeance is Mine!»                 | «Час розплати»            | Брагі Скут             | 3 серпня 2019     | 13 лютого 2020        |
| 113   | «A Cold Goodbye»                     | «Холодне прощання»        | Брагі Скут             | 10 серпня 2019    | 14 лютого 2020        |

### Одинадцятий сезон: Таємниці Забороненого Спінджицу. Частина друга: Крига (2019―2020)
| Номер | >Оригінальна назва          | Переклад від студії «1+1» | Автор(и) сценарію      | Дата показу у США | Дата показу в Україні |
| ----- | --------------------------- | ------------------------- | ---------------------- | ----------------- | --------------------- |
| 114   | «The Never-Realm»           | «Порожнеча»               | Брагі Скут             | 14 грудня 2019    | 15 лютого 2020        |
| 115   | «Fire Maker»                | «Творець вогню»           | Брагі Скут             | 14 грудня 2019    | 16 лютого 2020        |
| 116   | «An Unlikely Ally»          | «Несподіваний союзник»    | Брагі Скут             | 21 грудня 2019    | 17 лютого 2020        |
| 117   | «The Absolute Worst»        | «Найнестерпніший ніндзя»  | Кевін Берк і Кріс Ваєт | 21 грудня 2019    | 18 лютого 2020        |
| 118   | «The Message»               | «Послання»                | Брагі Скут             | 28 грудня 2019    | 19 лютого 2020        |
| 119   | «The Traveler's Tree»       | «Мандрівне дерево»        | Кевін Берк і Кріс Ваєт | 28 грудня 2019    | 20 лютого 2020        |
| 120   | «Krag's Lament»             | «Тужіння Крега»           | Кевін Берк і Кріс Ваєт | 4 січня 2020      | 21 лютого 2020        |
| 121   | «Secret of the Wolf»        | «Таємниця вовка»          | Брагі Скут             | 4 січня 2020      | 22 лютого 2020        |
| 122   | «The Last of the Formlings» | «Остання з перевертнів»   | Кевін Берк і Кріс Ваєт | 11 січня 2020     | 23 лютого 2020        |
| 123   | «My Enemy, My Friend»       | «Мій друг — мій ворог»    | Брагі Скут             | 11 січня 2020     | 24 лютого 2020        |
| 124   | «The Kaiju Protocol»        | «Операція „Монстр“»       | Кевін Берк і Кріс Ваєт | 18 січня 2020     | 25 лютого 2020        |
| 125   | «Corruption»                | «Обман»                   | Брагі Скут             | 18 січня 2020     | 26 лютого 2020        |
| 126   | «A Fragile Hope»            | «Крихка надія»            | Мет Гілл               | 25 січня 2020     | 27 лютого 2020        |
| 127   | «Once and for all»          | «Раз і назавжди»          | Брагі Скут             | 25 січня 2020     | 28 лютого 2020        |
| 128   | «Awakenings»                | «Пробудження»             | Брагі Скут             | 1 лютого 2020     | 29 лютого 2020        |

### Дванадцятий сезон: Верховна Імперія (2020)
| Номер | Оригінальна назва                       | Переклад від студії «1+1»    | Автор(и) сценарію         | Дата показу у США | Дата показу в Україні |
| ----- | --------------------------------------- | ---------------------------- | ------------------------- | ----------------- | --------------------- |
| 129   | «Would You Like To Enter Prime Empire?» | «Увійти у Верховну Імперію?» | Аліша Брофі і Скотт Майлз | 19 липня 2020     | 6 липня 2021          |
| 130   | «Dyer Island»                           | «Острів Дайєра»              | Аліша Брофі і Скотт Майлз | 19 липня 2020     | 6 липня 2021          |
| 131   | «Level Thirthteen»                      | «Тринадцятий рівень»         | Аліша Брофі і Скотт Майлз | 19 липня 2020     | 7 липня 2021          |
| 132   | «Superstar Rockin' Jay»                 | «Джей — рок-зірка»           | Кевін Берк і Кріс Ваєт    | 19 липня 2020     | 7 липня 2021          |
| 133   | «I am Okino»                            | «Я ― Окіно»                  | Кевін Берк і Кріс Ваєт    | 26 липня 2020     | 8 липня 2021          |
| 134   | «The Glitch»                            | «Глюк»                       | Брагі Скут                | 26 липня 2020     | 8 липня 2021          |
| 135   | «The Cliffs of Hysteria»                | «Скелі Істерії»              | Брагі Скут                | 2 серпня 2020     | 9 липня 2021          |
| 136   | «The Maze of the Red Dragon»            | «Лабіринт Червоного Дракона» | Кевін Берк і Кріс Ваєт    | 2 серпня 2020     | 9 липня 2021          |
| 137   | «One Step Forward, Two Steps Back»      | «Крок уперед, і два назад»   | Аліша Брофі і Скотт Майлз | 9 серпня 2020     | 10 липня 2021         |
| 138   | «Racer Seven»                           | «Гонщиця Сімка»              | Брагі Скут                | 9 серпня 2020     | 10 липня 2021         |
| 139   | «The Speedway Five-Billion»             | «Перегони „П'ять Мільярдів“» | Брагі Скут                | 16 серпня 2020    | 11 липня 2021         |
| 140   | «Stop, Drop and Side Scroll»            | «Світ старих ігор»           | Аліша Брофі і Скотт Майлз | 16 серпня 2020    | 11 липня 2021         |
| 141   | «Ninjago Confidential»                  | «Цілком таємно»              | Кевін Берк і Кріс Ваєт    | 23 серпня 2020    | 12 липня 2021         |
| 142   | «The Prodigal Father»                   | «Блудний батько»             | Кевін Берк і Кріс Ваєт    | 23 серпня 2020    | 12 липня 2021         |
| 143   | «The Temple of Madness»                 | «Храм безумства»             | Аліша Брофі і Скотт Майлз | 30 серпня 2020    | 13 липня 2021         |
| 144   | «Game Over»                             | «Кінець гри»                 | Брагі Скут                | 30 серпня 2020    | 13 липня 2021         |

### Тринадцятий сезон: Майстер гори (2020)
| Номер | Оригінальна назва        | Переклад від студії «1+1» | Автор(и) сценарію      | Дата показу у США | Дата показу в Україні |
| ----- | ------------------------ | ------------------------- | ---------------------- | ----------------- | --------------------- |
| 145   | «Shintaro»               | «Сінтаро»                 | Кевін Берк і Кріс Ваєт | 13 вересня 2020   | 14 липня 2021         |
| 146   | «Into the Dark»          | «У пітьму»                | Кевін Берк і Кріс Ваєт | 13 вересня 2020   | 14 липня 2021         |
| 147   | «The Worst Rescue Ever»  | «План — просто жах»       | Чато Хілл              | 20 вересня 2020   | 15 липня 2021         |
| 148   | «The Two Blades»         | «Два мечі»                | Брагі Скут             | 20 вересня 2020   | 15 липня 2021         |
| 149   | «Queen of the Munce»     | «Королева мансів»         | Брагі Скут             | 27 вересня 2020   | 16 липня 2021         |
| 150   | «Trial By Mino»          | «Суд Міно»                | Кевін Берк і Кріс Ваєт | 27 вересня 2020   | 16 липня 2021         |
| 151   | «The Skull Sorcerer»     | «Кістяний чаклун»         | Кевін Берк і Кріс Ваєт | 4 жовтня 2020     | 17 липня 2021         |
| 152   | «The Real Fall»          | «Падіння на дно»          | Брагі Скут             | 4 жовтня 2020     | 17 липня 2021         |
| 153   | «Dungeon Party!»         | «Вечірка у підземеллі»    | Кевін Берк і Кріс Ваєт | 11 жовтня 2020    | 18 липня 2021         |
| 154   | «Dungeon Crawl!»         | «Жах у підземеллі»        | Кевін Берк і Кріс Ваєт | 11 жовтня 2020    | 18 липня 2021         |
| 155   | «Grief Bringer»          | «Громитель»               | Брагі Скут             | 18 жовтня 2020    | 19 липня 2021         |
| 156   | «Masters Never Quit»     | «Майстри не здаються»     | Брагі Скут             | 18 жовтня 2020    | 19 липня 2021         |
| 157   | «The Darkest Hour»       | «Темна година»            | Кевін Берк і Кріс Ваєт | 25 жовтня 2020    | 20 липня 2021         |
| 158   | «The Ascent»             | «Сходження»               | Брагі Скут             | 25 жовтня 2020    | 20 липня 2021         |
| 159   | «The Upply Strike Back!» | «Удар у відповідь!»       | Брагі Скут             | 25 жовтня 2020    | 21 липня 2021         |
| 160   | «The Son of Lilly»       | «Син Лілі»                | Брагі Скут             | 25 жовтня 2020    | 21 липня 2021         |

### Спеціальний сезон: Острів (2021)
| Номер | Оригінальна назва           | Неофіційний переклад | Автор(и) сценарію      | Дата показу     |
| ----- | --------------------------- | -------------------- | ---------------------- | --------------- |
| 1     | «Uncharted»                 | «Незвідане»          | Брагі Скут             | 7 березня 2021  |
| 2     | «The Keepers of the Amulet» | «Хранителі амулета»  | Кевін Берк і Кріс Ваєт | 7 березня 2021  |
| 3     | «The Gift of Jay»           | «Дарунок Джея»       | Брагі Скут             | 14 березня 2021 |
| 4     | «The Tooth of Wojira»       | «Зуб Во-Джіри»       | Кевін Берк і Кріс Ваєт | 14 березня 2021 |

### Чотирнадцятий сезон: Морська пригода (2021)
| Номер | Оригінальна назва            | Неофіційний переклад             | Автор(и) сценарію      | Дата показу    |
| ----- | ---------------------------- | -------------------------------- | ---------------------- | -------------- |
| 161   | «A Big Splash»               | «Великий сплеск»                 | Брагі Скут             | 4 квітня 2021  |
| 162   | «The Call of the Deep»       | «Сигнал з глибин»                | Брагі Скут             | 4 квітня 2021  |
| 163   | «Unsinkable»                 | «Непотопляючі»                   | Кевін Берк і Кріс Ваєт | 11 квітня 2021 |
| 164   | «Five Thousand Fathoms Down» | «Дев'ять тисяч метрів під водою» | Брагі Скут             | 11 квітня 2021 |
| 165   | «The Wrath of Kalmaar»       | «Гнів Каалмара»                  | Брагі Скут             | 18 квітня 2021 |
| 166   | «Long Live the King»         | «Хай живе король»                | Кевін Берк і Кріс Ваєт | 18 квітня 2021 |
| 167   | «Escape from Merlopia»       | «Втеча з Мерлопії»               | Брагі Скут             | 25 квітня 2021 |
| 168   | «The Tale of Benthomaar»     | «Повість про Бентомаара»         | Кевін Берк і Кріс Ваєт | 25 квітня 2021 |
| 169   | «The Storm Amulet»           | «Штормовий амулет»               | Брагі Скут             | 27 квітня 2021 |
| 170   | «Riddle of the Sphinx»       | «Загадка сфінкса»                | Кевін Берк і Кріс Ваєт | 27 квітня 2021 |
| 171   | «Papergirl»                  | «Дівчинка листоноша»             | Брагі Скут             | 28 квітня 2021 |
| 172   | «Master of the Sea»          | «Майстер моря»                   | Кевін Берк і Кріс Ваєт | 28 квітня 2021 |
| 173   | «The Calm Before the Storm»  | «Затишшя перед бурею»            | Брагі Скут             | 29 квітня 2021 |
| 174   | «Assault on Ninjago City»    | «Штурм міста Ніндзяґо»           | Кевін Берк і Кріс Ваєт | 29 квітня 2021 |
| 175   | «Nyad»                       | «Ніяд»                           | Брагі Скут             | 30 квітня 2021 |
| 176   | «The Turn of the Tide»       | «Поворот течії»                  | Брагі Скут             | 30 квітня 2021 |

### П'ятнадцятий сезон: Кристалізовані (2022)
| Номер | Оригінальна назва                  | Неофіційний переклад                  | Автор(и) сценарію      | Дата показу       |
| ----- | ---------------------------------- | ------------------------------------- | ---------------------- | ----------------- |
| 177   | «Farewell the Sea»                 | «Прощавай море»                       | Брагі Скут             | 20 травня 2022 р. |
| 178   | «The Call of Home»                 | «Поклик дому»                         | Лорен Бредлі           | 20 травня 2022 р. |
| 179   | «The Shape of Nya»                 | «Форма Нії»                           | Кевін Берк і Кріс Ваєт | 20 травня 2022 р. |
| 180   | «A Mayor Problem»                  | «Головна проблема»                    | Ліз Хара               | 20 травня 2022 р. |
| 181   | «Public Enemies 1, 2, 3, 4 and 5!» | «Ворог народу номер 1, 2, 3, 4 та 5!» | Ліззі Оєбоде           | 20 травня 2022р.  |
| 182   | «A Painful Promise»                | «Болюча обіцянка»                     | Кевін Берк і Кріс Ваєт | 20 травня 2022 р. |
| 183   | «Ninjago City vs. Ninja»           | «Ніндзяґо Сіті проти ніндзя»          | Брагі Скут             | 20 травня 2022 р. |
| 184   | «Kryptarium Prison Blues»          | «Тюремний блюз Криптаріуму»           | Кевін Берк і Кріс Ваєт | 20 травня 2022 р. |
| 185   | «Hounddog McBrag»                  | «Гонча собака МакБраґ»                | Брагі Скут             | 20 травня 2022 р. |
| 186   | «The Benefit of Grief»             | «Перевага горя»                       | Брагі Скут             | 20 травня 2022 р. |
| 187   | «The Fifth Villain»                | «П'ятий злодій»                       | Ліз Хара               | 20 травня 2022 р. |
| 188   | «The Council of the Crystal King»  | «Рада Кришталевого Короля»            | Брагі Скут             | 20 травня 2022 р. |
| 189   | «A Sinister Shadow»                | «Зловісна тінь»                       | Кевін Берк і Кріс Ваєт | 1 жовтня 2022 р.  |
| 190   | «The Spider's Design»              | «Павучий дизайн»                      | Лорен Бредлі           | 1 жовтня 2022 р.  |
| 191   | «The Fall of the Monastery»        | «Падіння монастиря»                   | Брагі Скут             | 1 жовтня 2022 р.  |
| 192   | «Darkness Within»                  | «Пітьма всередині»                    | Ліззі Оєбоде           | 1 жовтня 2022 р.  |
| 193   | «The Coming of the King»           | «Прибуття короля»                     | Кевін Берк і Кріс Вятт | 1 жовтня 2022 р.  |
| 194   | «Return to Primeval's Eye»         | «Повернення до Первісного Ока»        | Брагі Скут             | 1 жовтня 2022 р.  |
| 195   | «Crystastrophe»                    | «Христоферн»                          | Кевін Берк і Кріс Ваєт | 1 жовтня 2022 р.  |
| 196   | «Christofern»                      | «Христоферн»                          | Брагі Скут             | 1 жовтня 2022 р.  |
| 197   | «A Lesson in Anger»                | «Урок гніву»                          | Кевін Берк і Кріс Ваєт | 1 жовтня 2022 р.  |
| 198   | «Brave But Foolish»                | «Хоробрий, але дурний»                | Кевін Берк і Кріс Ваєт | 1 жовтня 2022 р.  |
| 199   | «Quittin' Time!»                   | «Час здаватися!»                      | Брагі Скут             | 1 жовтня 2022 р.  |
| 200   | «Return of the Ice Emperor»        | «Повернення Крижаного Імператора»     | Кевін Берк і Кріс Ваєт | 1 жовтня 2022 р.  |
| 201   | «Safe Haven»                       | «Притулок»                            | Брагі Скут             | 1 жовтня 2022 р.  |
| 202   | «Compatible»                       | «Сумісність»                          | Кевін Берк і Кріс Ваєт | 1 жовтня 2022 р.  |
| 203   | «Distress Calls»                   | «Сигнал лиха»                         | Кевін Берк і Кріс Ваєт | 1 жовтня 2022 р.  |
| 204   | «An Issue of Trust»                | «Питання довіри»                      | Брагі Скут             | 1 жовтня 2022 р.  |
| 205   | «Dragon Form»                      | «Форма дракона»                       | Брагі Скут             | 1 жовтня 2022 р.  |
| 206   | «Roots»                            | «Коріння»                             | Брагі Скут             | 1 жовтня 2022 р.  |

## Короткометражні серії

### Мініісторії (2011)
Усі мініісторії було показано 21 вересня 2011 у США.
| Номер | Оригінальна назва              | Неофіційний переклад        | Автор(и) сценарію |
| ----- | ------------------------------ | --------------------------- | ----------------- |
| 1     | «Secrets of the Blacksmith»    | «Таємниці Коваля»           | Томмі Андрісен    |
| 2     | «Flight of the Dragon Ninja»   | «Ніндзя на Драконах»        | Томмі Андрісен    |
| 3     | «The New Masters of Spinjitzu» | «Нові Майстри Спінджицу»    | Томмі Андрісен    |
| 4     | «An Underworldly Takeover»     | «Шлях у Потойбіччя»         | Томмі Андрісен    |
| 5     | «Return to the Fire Temple»    | «Повернення до Храму Вогню» | Вілльям Тороґуд   |
| 6     | «Battle Between Brothers»      | «Битва Братів»              | Брайан Елліс      |

### Мініісторії Чена (2015)
| Номер | Оригінальна назва            | Неофіційний переклад         | Автор(и) сценарію                    | Дата показу у США |
| ----- | ---------------------------- | ---------------------------- | ------------------------------------ | ----------------- |
| 1     | «Chen’s New Chair»           | «Нове Крісло Чена»           | Ден і Кевін Гаґемен, Джепп Сендхоулт | 14 липня 2015     |
| 2     | «Chair Play Chen»            | «Чесна гра Чена»             | Ден і Кевін Гаґемен, Джепп Сендхоулт | 25 липня 2015     |
| 3     | «Chair Up Chen»              | «Трон Чена»                  | Ден і Кевін Гаґемен, Джепп Сендхоулт | 25 липня 2015     |
| 4     | «Chairful What You Wish For» | «Будь обережним з бажаннями» | Ден і Кевін Гаґемен, Джепп Сендхоулт | 1 серпня 2015     |
| 5     | «Bad Chair Day»              | «Поганий день»               | Ден і Кевін Гаґемен, Джепп Сендхоулт | 1 серпня 2015     |

### Історії про піратів (2016)
| Номер | Оригінальна назва                    | Неофіційний переклад                 | Дата показу у США |
| ----- | ------------------------------------ | ------------------------------------ | ----------------- |
| 1     | «The Tall Tale of Flintlocke»        | «Захоплива історія Флінтлока»        | 17 лютого 2016    |
| 2     | «The Tall Tale of Clancee»           | «Захоплива історія Кленсі»           | 28 лютого 2016    |
| 3     | «The Tall Tale of Doubloon»          | «Захоплива історія Дублона»          | 14 березня 2016   |
| 4     | «The Tall Tale of Dogshank»          | «Захоплива історія Доґшенк»          | 2 квітня 2016     |
| 5     | «The Tall Tale of Monkey Wretch»     | «Захоплива історія Мавпи Вретча»     | 20 квітня 2016    |
| 6     | «The Tall Tale of Squiffy and Bucko» | «Захоплива історія Ск'юффа та Б'юко» | 25 квітня 2016    |

### Чаї Ву (2017)
Усі мініепізоди «Чаї Ву» було показано 25 травня 2017 у США.
| Номер | Оригінальна назва        | Неофіційний ереклад              | Автор(и) сценарію |
| ----- | ------------------------ | -------------------------------- | ----------------- |
| 1     | «Secret Teas»            | «Таємний запас Ву»               | Джордан Данн      |
| 2     | «Spinny Sign»            | «Танцювальний конкурс»           | Джордан Данн      |
| 3     | «Music Night Part 1»     | «Вечір з музикою. Частина перша» | Джордан Данн      |
| 4     | «Music Night Part 2»     | «Вечір з музикою. Частина друга» | Джордан Данн      |
| 5     | «Names»                  | «Імена»                          | Джордан Данн      |
| 6     | «Funny Guys»             | «Веселуни»                       | Міхаель Кваммі    |
| 7     | «Inspection Day»         | «Інспекція»                      | Міхаель Кваммі    |
| 8     | «Panda-Monium»           | «Панда-моній»                    | Міхаель Кваммі    |
| 9     | «Remote Control Zane»    | «Пульт до Зейна»                 | Міхаель Кваммі    |
| 10    | «Trojan Tea Kettle»      | «Троянський чайник»              | Міхаель Кваммі    |
| 11    | «Mystery Dust»           | «Таємничий пил»                  | Марк Лестер       |
| 12    | «Cool-Headed Kai»        | «Безтурботний Кай»               | Марк Лестер       |
| 13    | «Undercover Zane»        | «Зейн під прикриттям»            | Марк Лестер       |
| 14    | «Lloyd's Late»           | «Лойд запізнюється»              | Марк Лестер       |
| 15    | «Steep Surveillance»     | «Таємне стеження»                | Марк Лестер       |
| 16    | «The Coin Toss»          | «Монетка»                        | Стівен Вілсор     |
| 17    | «Nya's Mural»            | «Нія-художниця»                  | Стівен Вілсор     |
| 18    | «Zaney Chess Game»       | «Зейн-шахматист»                 | Стівен Вілсор     |
| 19    | «The Taste Test»         | «Конкурс»                        | Стівен Вілсор     |
| 20    | «A Beautiful Friendship» | «Прекрасна дружба»               | Стівен Вілсор     |

### Ніндзяґо: Розшифровані (2017)
Усі мініепізоди «Ніндзяґо: Розшифровані» було показано 23 листопада 2017 у США.
| Номер | Оригінальна назва             | Неофіційний ереклад              | Автор(и) сценарію                                  |
| ----- | ----------------------------- | -------------------------------- | -------------------------------------------------- |
| 1     | «Legacy»                      | «Спадщина»                       | Сценарна група «Psychic Bunny»                     |
| 2     | «Vehicles and Mechs»          | «Транспортні засоби та механіки» | Сценарна група «Psychic Bunny» і Джої Кліфт        |
| 3     | «Legendary Places»            | «Легендарні місця»               | Сценарна група «Psychic Bunny»                     |
| 4     | «Ninjago's Most Wanted»       | «Найрозшукуваніший у Ніндзяґо»   | Сценарна група «Psychic Bunny»                     |
| 5     | «The Digiverse And Beyond»    | «Цифросвіт і ще далі»            | Сценарна група «Psychic Bunny» і Джої Кліфт        |
| 6     | «The Elemental Masters»       | «Майстри стихій»                 | Сценарна група «Psychic Bunny»                     |
| 7     | «Beasts and Dragons»          | «Звірі і дракони»                | Сценарна група «Psychic Bunny» і Джої Кліфт        |
| 8     | «Rise of Garmadon»            | «Повстання Гармадона»            | Сценарна група «Psychic Bunny»                     |
| 9     | «Prophecy of the Green Ninja» | «Пророцтво Зеленого ніндзя»      | Сценарна група «Psychic Bunny» і Дж. Рік Кастанеда |
| 10    | «Greatest Battles»            | «Велика битва»                   | Сценарна група «Psychic Bunny»                     |

### Історії з монастиря Спінджицу (2018)
Усі мініепізоди «Історії з монастиря Спінджицу» було показано 19 грудня 2018 у США.
| Номер | Оригінальна назва   | Неофіційний переклад    | Автор(и) сценарію |
| ----- | ------------------- | ----------------------- | ----------------- |
| 1     | «Master Class»      | «Майстер клас»          | Томмі Андрісен    |
| 2     | «Green and Gold»    | «Зелений і Золотий»     | Томмі Андрісен    |
| 3     | «The Weekend Drill» | «Недільне тренування»   | Томмі Андрісен    |
| 4     | «Elemental Rider»   | «Вершник стихій»        | Томмі Андрісен    |
| 5     | «Blue Lightning»    | «Синя блискавка»        | Томмі Андрісен    |
| 6     | «Samurai X-Treme»   | «Самурайський Екс-Трим» | Томмі Андрісен    |

### Короткометражки про Верховну Імперію (2020)
| Номер | Оригінальна назва             | Неофіційний ереклад            | Автор(и) сценарію         | Дата показу у США |
| ----- | ----------------------------- | ------------------------------ | ------------------------- | ----------------- |
| 1     | «Let's Dance»                 | «Нумо танцювати»               | Аліша Брофі і Скотт Майлз | 7 січня 2020      |
| 2     | «Upgrade»                     | «Оновлення»                    | Аліша Брофі і Скотт Майлз | 13 січня 2020     |
| 3     | «The Meaning of Victory»      | «Значення перемоги»            | Чато Хілл                 | 28 лютого 2020    |
| 4     | «The Stowaway»                | «Застряглий пасажир»           | Чато Хілл                 | 2 березня 2020    |
| 5     | «Manhunt»                     | «Погоня»                       | Чато Хілл                 | 3 березня 2020    |
| 6     | «Gayle Gossip: A Closer Look» | «Ґейл Балакуха: Знайти істину» | Аліша Брофі і Скотт Майлз | 21 квітня 2020    |

### Спадщина Ніндзяґо— Переосмислення (2021)
| Номер | Оригінальна назва                     | Неофіціний переклад                 | Дата показу у США |
| ----- | ------------------------------------- | ----------------------------------- | ----------------- |
| 1     | «Golden Legend»                       | «Золота легенда»                    | 23 квітня 2021    |
| 2     | «Gold Rush»                           | «Золота погоня»                     | 30 квітня 2021    |
| 3     | «A Day in the Life of a Golden Ninja» | «Один день з життя Золотого Ніндзя» | 7 травня 2021     |
| 4     | «Sweatin' to the Goldies»             | «Пітливість до золотих»             | 14 травня 2021    |
| 5     | «Golden Hour»                         | «Золота година»                     | 21 травня 2021    |

### Ніндзяґо: Чесноти Спінджицу (2022)
| Номер | Оригінальна назва | Неофіційний переклад | Дата показу у США |
| ----- | ----------------- | -------------------- | ----------------- |
| 1     | «Curiosity»       | «Цікавість»          | 11 січня 2022 р   |
| 2     | «Balance»         | «Рівновага»          | 18 січня 2022 р   |
| 3     | «Wisdom»          | «Мудрість»           | 25 січня 2022 р   |
| 4     | «Honesty»         | «Чесність»           | 1 лютого 2022 р   |
| 5     | «Generosity»      | «Щедрість»           | 8 лютого 2022 р   |
| 6     | «Courage»         | «Мужність»           | 15 лютого 2022 р  |